# Canals (Peramea)
Canals, també anomenat els Masos de Canals, fou un poble, actualment despoblat i quasi del tot desaparegut, del terme municipal de Baix Pallars, a la comarca del Pallars Sobirà.
Pertanyia a l'antic terme de Peramea.
Està situat a la part meridional de l'antic terme de Peramea, a migdia de Cortscastell, a llevant de Peracalç i a ponent de Pujol. És a la dreta del Barranc de Canals, gairebé a la capçalera d'aquest barranc, en el vessant de llevant de la Serra de Peracalç. És a migdia dels Plans de Canals i en el sector nord del Bosc de Canals.
L'església del poble, Santa Eulàlia de Canals, és romànica i està abandonada i en ruïnes.

## Etimologia
Es tracta d'un altre dels pocs topònims romànics, segons Joan Coromines; és de caràcter descriptiu del tipus d'orografia on es troba el poble.

## Història

### Edat contemporània
Canals havia format ajuntament amb Pujol, entre 1812 i 1847. Amb la nova llei municipal del 1845 es van veure obligats a formar part de l'ajuntament de Peramea, en no assolir entre els dos pobles el mínim de 30 veïns que era exigit per mantenir l'ajuntament propi. Cal dir que el terme veïns es referia, en aquell moment, a caps de casa electors i elegibles (propietaris i amb un mínim de renda econòmica).
Pascual Madoz dedica un breu article del seu Diccionario geográfico... a Canals. S'hi pot llegir que el poble està situat en el peu d'una àrida muntanya envoltada a ponent per una gran penya. La combaten els vents del nord i de l'est, i el clima fred produïa apoplexies i refredats. Tenia en aquell moment quatre cases, amb una placeta on es trobava l'església de Santa Caterina, sufragània de la de Pujol. El cementiri era en un petit pla molt proper a la població.
El territori és muntanyós i bastant àrid, amb un gran bosc amb alzines, roures, boixos, romaní i altres arbusts, a més de prats. S'hi collia una mica de blat, molts aglans. De bestiar, hi havia vaques i cabres, i caça de molts conills i perdius. La població es comptabilitzava amb Pujol.

## Demografia
| 1960 | 2000 | 2002 | 2004 | 2006 | 2008 | 2010 | 2011 | 2013 |
| ---- | ---- | ---- | ---- | ---- | ---- | ---- | ---- | ---- |
| 12   | 0    | 0    | 0    | 0    | 0    | 0    | 0    | 0    |

### Les cases del poble[3]
| - Casa Batllevell - Casa Capellans | - La Masia dels Motes - Casa Motes - Casa Pasqual | - Casa Pota - Casa Rocafort |